# ITT Automotive Detroit Grand Prix 1996
ITT Automotive Detroit Grand Prix 1996 var en deltävling i CART World Series samma år. Michael Andretti tog sin andra raka seger, men han hade ännu ett stort gap att ta igen för att komma ikapp mästerskapsledaren Jimmy Vasser, som fick nöja sig med en tolfteplats. 

## Slutresultat
| Plats | Förare                | Team                     | Grid | Kvaltid  |
| ----- | --------------------- | ------------------------ | ---- | -------- |
| 1     | Michael Andretti      | Newman/Haas Racing       | 9    | 1'12.652 |
| 2     | Christian Fittipaldi  | Newman/Haas Racing       | 6    | 1'12.454 |
| 3     | Gil de Ferran         | Jim Hall Racing          | 7    | 1'12.460 |
| 4     | Adrián Fernández      | Tasman Motorsports       | 3    | 1'12.060 |
| 5     | Mark Blundell         | PacWest Racing           | 15   | 1'13.225 |
| 6     | Eddie Lawson          | Galles Racing            | 23   | 1'15.066 |
| 7     | Stefan Johansson      | Bettenhausen Motorsports | 22   | 1'15.027 |
| 8     | Raul Boesel           | Brahma Sports Team       | 18   | 1'13.330 |
| 9     | P.J. Jones            | All American Racing      | 25   | 1'16.145 |
| 10    | Scott Pruett          | Patrick Racing           | 1    | 1'11.802 |
| 11    | Alex Zanardi          | Chip Ganassi Racing      | 5    | 1'12.405 |
| 12    | Jimmy Vasser          | Chip Ganassi Racing      | 20   | 1'13.411 |
| 13    | Bryan Herta           | Team Rahal               | 16   | 1'13.265 |
| 14    | Parker Johnstone      | Comptech Racing          | 4    | 1'12.379 |
| 15    | Jeff Krosnoff         | Arciero-Wells Racing     | 21   | 1'14.081 |
| 16    | Maurício Gugelmin     | PacWest Racing           | 19   | 1'13.356 |
| 17    | Paul Tracy            | Marlboro Team Penske     | 11   | 1'11.930 |
| 18    | Juan Manuel Fangio II | All American Racing      | 24   | 1'15.415 |
| 19    | Hiro Matsushita       | Payton/Coyne Racing      | 26   | 1'16.622 |
| 20    | Greg Moore            | Forsythe Racing          | 14   | 1'13.121 |
| 21    | Bobby Rahal           | Team Rahal               | 8    | 1'12.537 |
| 22    | Al Unser Jr.          | Marlboro Team Penske     | 12   | 1'13.026 |
| 23    | Roberto Moreno        | Payton/Coyne Racing      | 13   | 1'13.049 |
| 24    | André Ribeiro         | Tasman Motorsports       | 2    | 1'12.017 |
| 25    | Emerson Fittipaldi    | Hogan Penske Racing      | 17   | 1'13.322 |
| 26    | Robby Gordon          | Walker Racing            | 10   | 1'12.928 |